# Motu Nao
Motu Nao – najmniejsza wyspa archipelagu Markizów w Polinezji Francuskiej. Położona 24 km na północny wschód od wyspy Fatu Hiva. Jej powierzchnia wynosi 0,01 km². Najwyższym punktem wyspy jest Rocher Thomasset (4 m n.p.m.).